# Cargolet dorsi-ratllat
El cargolet dorsi-ratllat (Campylorhynchus nuchalis) és una espècie d'ocell de la família dels troglodítids (Troglodytidae) que habita boscos i terres de conreu del nord de Colòmbia i de Veneçuela.